# Euritmia
Euritmia – rodzaj wieloszczetów z rzędu Phyllodocida i rodziny Sphaerodoridae. Obejmuje 5 opisanych gatunków. Zamieszkują bentos mórz.

## Morfologia

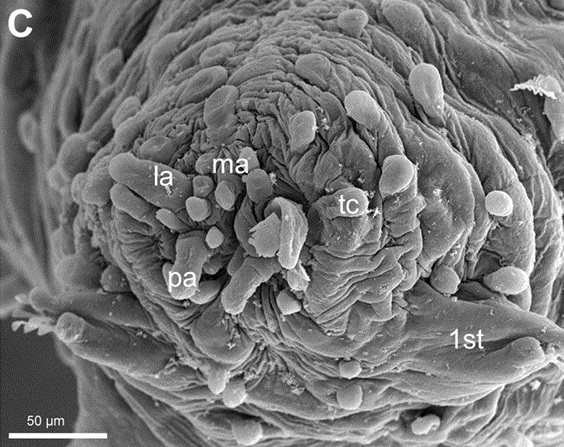
Przód ciała Euritmia nordica. pa: głaszczek, la: czułek boczny, ma: czułek środkowy, tc: cirrus okołogębowy, 1st: parapodium pierwszej pary

Wieloszczety o ciele krótkim i grubym, w zarysie elipsowatym. Zależnie od gatunku osiągają maksymalnie od 0,5 do 2,5 mm długości i od 0,125 do 0,8 mm szerokości. Oskórek jest gruby i pozbawiony kolagenu. Powierzchnia ciała i parapodiów usiana jest rozproszonymi guzkami nabłonkowymi. Guzki te są małe, kuliste, siedzące (pozbawione szypułek), gładkie i pozbawione brodawek końcowych (papilli terminalnych). Na grzbietowej stronie segmentów szczecinkonośnych (chetigerów) guzki rozmieszczone są w ponad ośmiu nieregularnych szeregach podłużnych i trzech lub większej liczbie szeregów poprzecznych. Guzki te w klasyfikacji wypustek nabłonkowych Sphaerodoridae określane są jako papille, co oznacza brak w tym rodzaju guzków makroskopowych i mikroskopowych.
Prostomium zlane jest z pierwszym chetigerem ciała. Zaopatrzone jest w parę głaszczków, dwie lub trzy pary czułków bocznych oraz pojedynczy czułek środkowy. Poza tym część głowowa zaopatrzona jest w parę cirrusów mackowatych (okołogębowych). Wszystkie te przydatki są krótkie, palcowate, pozbawione ostróg czy brodawek nasadowych. Poza tym na głowie występują małe, półkuliste papille, brak jest natomiast papilli czułkowatych. Mogąca się wywracać na zewnątrz część gardzieli (ryjek) pozbawiona jest uzbrojenia.
Parapodia są jednogałęziste, stożkowate. Każde ma płat acikularny z pojedynczą acikulą. Wyrastający na spodzie parapodium cirrus wentralny jest krótki, zaokrąglony i nie wykracza długością poza wierzchołek płata acikularnego. Na chetigerze pierwszym brak jest szczecin zmodyfikowanych w przysadziste, zakrzywione haki. Szczecinki wszystkich parapodiów są proste (niezłożone), przed szczytem nabrzmiałe, piłkowane na krawędziach tnących blaszek.

## Ekologia i występowanie
Zwierzęta morskie, bentosowe. Spotykane na głębokościach od 0,5 do 800 m p.p.m. Bytują w miękkich osadach dennych, detrytusie, wśród glonów i w rurkach wieloszczetów z rodzaju Ampharete. Znane są z rejonów wybrzeży Europy, Grenlandii, Stanów Zjednoczonych (w tym Alaski) oraz Afryki Południowej.

## Taksonomia
Rodzaj ten wprowadził w 1987 roku Rafael Sarda-Borroy na łamach Zoologica Scripta. Autor ten umieścił w nim dwa gatunki – E.  hamulisetosa i E. capense. Nie dokonał on formalnego wyznaczenia gatunku typowego, jednak przyjmuje się, że jest nim pierwszy z wymienionych, jako że pojawia się w tytule pracy. W tym samym roku wprowadzony został przez Jerry’ego D. Kudenova monotypowy rodzaj Amacrodorum, który w 2016 roku zsynonimizowany został z rodzajem Euritmia przez Maríę Capę, Karen J. Osborn i Torkilda Bakkena. Po rewizji Sphaerodoridae Maríi Capy i innych z 2020 roku do rodzaju tego zalicza się 5 opisanych gatunków:
- Euritmia bipapillata (Kudenov, 1987)
- Euritmia capense (Day, 1963)
- Euritmia carolensis Capa, Osborn & Bakken, 2016
- Euritmia hamulisetosa Sardá-Borroy, 1987
- Euritmia nordica Capa & Bakken in Capa et al., 2019